# Spilosoma rosacea
Spilosoma rosacea là một loài bướm đêm thuộc phân họ Arctiinae, họ Erebidae.